# Malabar-Sägeschuppenbarsch
Der Malabar-Sägeschuppenbarsch (Pristolepis marginata, Syn.: Catopra tetracanthus Günther, 1862) ist eine Fischart aus der Gattung der Sägeschuppenbarsche (Pristolepis), die nur aus dem Fluss Mananthavady im Distrikt Wayanad im südindischen Bundesstaat Kerala bekannt ist.

## Merkmale
Pristolepis marginata hat einen hochrückigen, seitlich stark abgeflachten Körper und erreicht eine Länge von 15 cm. Körper und Flossen sind grünlich, in der Rückenflosse ist die Flossenmembran zwischen den Flossenstrahlen orange. Auf den weichstrahligen Abschnitten von Rücken- und Afterflosse ist oft ein schwärzliches Band zu sehen. Die Schwanzflossenbasis ist schwarz. Das Praeoperculare ist leicht gesägt mit 18 Zähnchen, ebenso Interoperculare und Suboperculare an ihrer Verbindung. Zudem trägt der Kiemendeckel zwei gleich lange Stacheln. Die hinteren Nasenöffnungen sind rund und liegen nah bei den Augen, die vorderen enden in kurzen Röhren und liegen mittig zwischen Augen und Oberlippe. Das Maul steht leicht nach oben. Die Schuppen sind relativ groß; kleine Schuppen finden sich auf der Brust und an der Basis der weichstrahligen Abschnitte von Rücken- und Afterflosse. Besonders dünne Schuppen umgeben die Basen der Rücken-, After- und Schwanzflossenstrahlen.
- Flossenformel: Dorsale XIII–XVI/11–13, Anale III–IV/7–9, Pectorale 13–14, Ventrale I/5, Caudale 14.
- Schuppenformel: SL 19–21/12–15, LL/D 4½, LL/V 9½.